# لورين تورنر
لورين تورنر (بالإنجليزية: Lauren Turner)‏ هي مغنية أمريكية، ولدت في 8 مايو 1986 في نيو أورلينز في الولايات المتحدة.